# Limoneros de Río Grande
El Deportivo Limoneros de Río Grande fue un equipo de fútbol mexicano que militó en la Segunda división mexicana en la región de Río Grande, Oaxaca.

## Historia
A propuesta del Sr. Felipe Flores a la Mesa Directiva de la Liga Municipal de Fútbol “Honofre Pérez Ventura” de Río Grande; la adquisición de la franquicia para la tercera división profesional. Ya existente en Puerto Vallarta, Jalisco; el 9 de julio del 2005, se inician las negociaciones con el Club Deportivo Autlán, recién ascendido a la 2ª división profesional para adquirir a préstamo con opción de compra esta franquicia, con el aval de la Federación Mexicana de Fútbol, se convirtió en realidad.

## ¿Por qué Limoneros?
Porque la costa oaxaqueña ocupa el 2.º lugar a nivel nacional en calidad y producción de este cítrico, el limón. Además, el presidente nacional de limoneros, Sr. Joaquín Grajales, se encuentra en esta población.